# Sail On, Sailor
Sail On, Sailor è un brano musicale scritto principalmente da Brian Wilson e Van Dyke Parks per il gruppo pop rock statunitense The Beach Boys. La canzone fu inclusa nel loro album Holland del 1973.
Alla composizione del brano contribuirono anche Ray Kennedy, Tandyn Almer e Jack Rieley. La voce solista nel pezzo è di Blondie Chaplin, rendendo questa una delle poche canzoni più note della band non cantata da Mike Love, Brian Wilson o Carl Wilson. La canzone fu pubblicata come singolo nel 1973 (lato B Only with You), e raggiunse la posizione numero 79 nella classifica statunitense di Billboard.
Lo stesso Brian Wilson dichiarò in seguito: «È l'unica canzone che abbiamo fatto che non mi piace affatto. Non mi è mai piaciuta Sail On, Sailor». Tuttavia, Wilson la scelse personalmente come una delle 19 tracce da inserire nella compilation Classics Selected by Brian Wilson.

## Descrizione

### Origine
Van Dyke Parks, all'epoca direttore dei servizi audiovisivi presso la Warner Bros. Records, spiegò la nascita della canzone: «Ho chiamato [Brian] e a un certo punto mi ha detto: "scriviamo un pezzo". Era meglio che vederlo fissare gli angeli sulla testiera del letto e scrivere canzoni su di loro». In un'altra occasione, aggiunse altri dettagli: «L'intero gruppo stava lavorando a un disco da consegnare all'etichetta Warner Bros. Mo Ostin nutriva grandi aspettative per quel disco e suggerì che una mia nuova collaborazione con Brian avrebbe potuto stimolarlo a raggiungere vette creative simili a quelle raggiunte con Smile. Mo era stupito che Brian non partecipasse all'album e, sentendosi in qualche modo deluso, pensò che avrei dovuto farmi avanti, dato che ero in gran parte la ragione del loro impegno con il gruppo».
Parks accreditò se stesso come principale compositore di Sail On, Sailor, dicendo: «Sono andato da Brian con il mio nuovo [registratore] e gli ho detto il titolo della canzone e ho cantato quegli intervalli, e lui ha suonato il resto della canzone». Nel 2002 Wilson disse a proposito del brano: «Van Dyke mi ha davvero ispirato. Inizialmente ci abbiamo lavorato; poi, gli altri collaboratori hanno contribuito con testi diversi. Quando i Beach Boys l'hanno registrata, i testi erano un po' confusi. Ma adoro come questa canzone sia così rock».
Esiste una registrazione su cassetta di 15 minuti in cui Parks e Wilson compongono la canzone al pianoforte di Wilson. Secondo Parks: «Dal contenuto [del nastro] è chiaro che sono stato io a scrivere le parole e gli intervalli musicali di Sail On, Sailor. È anche chiaro che ho composto il bridge, l'ho suonato e l'ho insegnato a Brian». Il biografo Timothy White ha citato la descrizione del contenuto del nastro da parte di una fonte anonima: «Brian stava suonando quella canzone al pianoforte. Le parole erano completamente diverse. Cantava parole diverse; parole molto migliori». Uno dei passaggi del testo scartati nella canzone era: «Fill your sails with fortitude / and ride her stormy waves / You've got to sail on, sail on, sailor» ("Riempi le tue vele di coraggio / e cavalca le sue onde tempestose / Devi continuare a navigare, navigare, marinaio").
Il nastro, secondo un resoconto, inizia con il seguente colloquio:
Wilson: Farei qualsiasi cosa per te, amico, ma tu faresti qualcosa per me??
Parks: Farei qualsiasi cosa per te, Brian.
Wilson: Ehi, Van Dyke, devi convincermi che non sono pazzo. Ipnotizzarmi per farmi credere che non sono pazzo. Convincimi che non sono pazzo.
Parks: Basta con le cazzate, Brian. Voglio che tu scriva questa canzone proprio qui adesso.»
Un altro resoconto del contenuto del nastro riporta un interscambio leggermente diverso:
Parks: Basta con le cazzate, Brian. Sei un cantautore, è quello che fai, e voglio che ti sieda e scriva una canzone per me.
Wilson: Ipnotizzami, Van Dyke, e fammi credere che non sono pazzo. Convincimi che non sono pazzo.
Parks: Basta con le cazzate, Brian, e suona la melodia.
Wilson: Come si chiama la canzone?
Parks: Sail On, Sailor.»
Parks in seguito disse: «Quello è stato un momento difficile sia per Brian che per me. Sono andato a vedere come stava, e non stava bene. Certo, non si poteva capire da questa canzone, perché rappresenta tanta speranza, ma è nata da un momento molto difficile». Interrogato nel 1976 riguardo alle affermazioni da lui fatte nel nastro, Wilson rispose: «Ero serio. Pensavo davvero di essere pazzo. Sono molto più sano di mente da quando ho il mio dottore».
Parks disse in seguito di "avere messo via il nastro", poiché "voleva evitare di essere coinvolto di nuovo nei dilemmi interni del gruppo". Nel 2006, Parks non sapeva dove si trovasse il nastro, avendolo dato alla Warner Bros. nel 1972. Una versione accorciata del nastro di quattro minuti è stata poi pubblicata nella compilation Sail On Sailor - 1972 (2022).

### Attribuzione
Il biografo Peter Ames Carlin dichiarò che la canzone fu essenzialmente composta da Wilson e Parks nel 1971, con i contributi al testo di Kennedy e Almer risalenti alle sessioni improvvisate del periodo presso la casa del cantante dei Three Dog Night Danny Hutton. Tuttavia, nelle note interne della ristampa del 2000 dell'album Holland, Scott McCaughey scrisse che la canzone venne originariamente scritta da Wilson con Almer e Kennedy, e che Parks "ha strutturato la canzone e aggiunto un middle-eight" prima che Rieley contribuisse con una revisione del testo dell'ultimo minuto. Nel 2015 Wilson ricordò di avere scritto Sail On, Sailor con un tizio di nome Ray Kennedy: «Io scrissi la musica e lui scrisse il testo». Nel corso di un'intervista del 2007 Wilson disse:
Kennedy ricordò che inizialmente Sail On, Sailor era stata pensata da Wilson per i Three Dog Night, e che aveva scritto la canzone con Wilson nel corso di tre giorni nel 1970:
Il manager Jack Rieley dichiarò che quando venne informato dai dirigenti della Warner Bros. dell'esistenza della canzone, prese un volo dall'Olanda a Los Angeles e, mentre alloggiava in un Holiday Inn, ideò un nuovo testo che rifletteva come si sentiva, "perso come un topo di fogna da solo ma navigo" [...] e aggiunse che "Van Dyke contribuì con dei versi aggiuntivi". Kennedy in seguito fece causa per essere riconosciuto come coautore della canzone. Secondo Parks, dopo la causa, "il mio nome e la mia partecipazione sono diminuiti, e in alcuni casi successivi non ho ricevuto alcun riconoscimento o royalty". Wilson, Almer, e Parks sono ufficialmente elencati come compositori, mentre Rieley e Kennedy sono ufficialmente elencati come parolieri.

### Registrazione

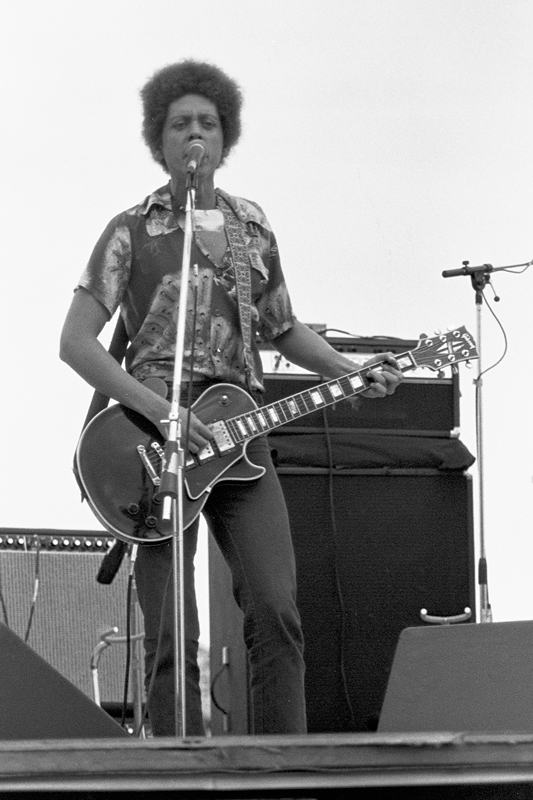
Blondie Chaplin (1979)

Nell'ottobre 1972 la Warner rifiutò la versione originale di Holland consegnata dai Beach Boys, che includeva il brano We Got Love come traccia d'apertura, per mancanza di un potenziale successo da classifica. Secondo Parks: «Holland arrivò negli uffici della Burbank e ci fu un consenso unanime nei reparti A&R, promozione e distribuzione, che l'album era "invendibile"». Il biografo della band Timothy White scrisse:

Dopo una discussione tra i dirigenti Warner, Parks disse di avere la suddetta cassetta di Sail On, Sailor e suggerì che la canzone potesse essere registrata come traccia principale dell'album. L'etichetta quindi impose ai Beach Boys di eliminare quella che la società riteneva la traccia più debole (We Got Love) e di sostituirla con la canzone. Secondo la versione di Rieley: 
Secondo il biografo Steven Gaines: «Ironicamente, quando Mo Ostin e David Berson dissero al gruppo che volevano mettere Sail on Sailor in Holland e pubblicare la canzone su singolo, Divenne impossibile per loro portare Brian in studio. Quando finalmente Brian si decise a lavorare, iniziò la sua solita procrastinazione, armeggiando con la canzone, cercando di renderla perfetta, come aveva fatto con Good Vibrations e Smile. Alla fine, il resto del gruppo non permise a Brian di entrare in studio per lavorarci».
I Beach Boys ultimarono la registrazione della canzone ai Village Recorders il 28 novembre 1972, con la produzione di Carl Wilson. Brian ricordava di essere stato "grossolanamente incompetente" con la canzone e di non essersi presentato alle sessioni. Ricky Fataar disse: «Ricordo che Carl chiamò Brian per chiedergli: "è l'accordo giusto?" e "che tipo di groove è?". Brian era a casa al telefono e ci diceva cosa fare con la canzone. Gli venne in mente l'idea che Carl dovesse suonare una parte che fosse una specie di SOS, un segnale in codice Morse [...] Dd-dd-dd dd-dd-dd, e Carl uscì e la suonò, ed era perfetta».
La traccia vocale fu prima provata da Dennis Wilson, che cantò la parte vocale una volta prima di partire per andare a fare surf. Carl fu il successivo a provare una parte vocale, ma poi suggerì a Blondie Chaplin di fare un tentativo. Dopo due prove, Carl decise che la voce di Chaplin sarebbe stata la voce principale nella canzone.

## Pubblicazione
Sail On, Sailor fu pubblicata come singolo principale di Holland nel febbraio del 1973, accompagnata da Only with You come lato B del 45 giri, e raggiunse la posizione numero 79 nella classifica Billboard Hot 100 negli Stati Uniti. Il 10 marzo 1975 fu ripubblicato (sempre insieme a Only with You) e raggiunse una posizione più alta, la numero 49.
Nel Regno Unito, Sail On, Sailor fu pubblicata come singolo nel giugno del 1975 e non entrò in classifica. Tony Asher, pur avendo espresso in precedenza disprezzo per gran parte del lavoro della band dopo aver interrotto la sua collaborazione con Brian Wilson, elogiò la canzone definendola "semplicemente fantastica".

## Formazione[24]
The Beach Boys
- Blondie Chaplin – voce e cori, basso
- Ricky Fataar – cori, batteria
- Mike Love – cori
- Carl Wilson – cori, pianoforte, Wurlitzer, chitarra elettrica, organo Hammond, ARP Odyssey, produzione

Musicisti aggiuntivi
- Gerry Beckley – cori
- Kevin Michaels – tamburello

## Cover
- 1976 – KGB, KGB (Ray Kennedy alla voce solista)
- 1977 – Steve Hunter, Swept Away
- 1980 – Ray Kennedy, Ray Kennedy
- 1986 – Ray Charles, The Beach Boys 25 Years Together: A Celebration in Waikiki
- 1995 – Golden Earring, Love Sweat
- 1996 – Shawn Colvin, colonna sonora del film Acque profonde (Head Above Water)
- 2001 – Darius Rucker & Matthew Sweet, An All-Star Tribute to Brian Wilson
- 2002 – The Bluetones, come lato B del singolo After Hours
- 2002 – Sting con Lulu, Together
- 2003 – Jimmy Buffett, Meet Me In Margaritaville: The Ultimate Collection
- 2007 – Jamie Cullum, Musicares Presents A Tribute to Brian Wilson
- 2007 – Sean Lennon & Mark Ronson, BBC Electric Proms
- 2021 – A.J. Croce, By Request
- 2021 – Mitch Rocket, 1979/Sail On Sailor
- 2021 – Los Lobos, Native Sons